# 別列扎內區

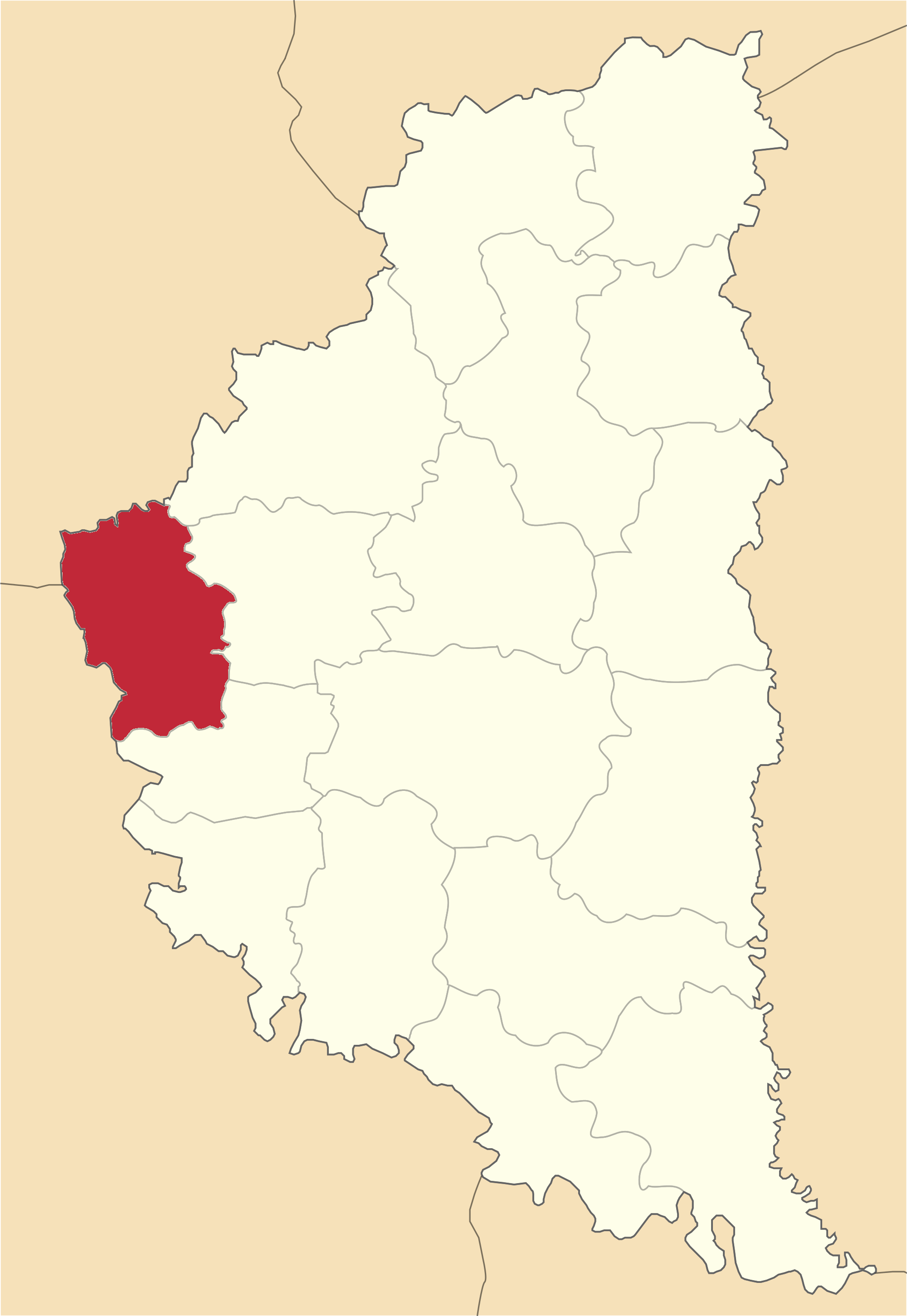
別列扎內區在捷爾諾波爾州的位置

別列扎內區（烏克蘭語：Бережанський район），曾是烏克蘭西部捷爾諾波爾州的一個區，行政中心設於别列扎内，面積661平方公里，2015年人口41,114，人口密度每平方公里62.2人。
该区在2020年乌克兰行政区划改革后撤销，其区域并入捷爾諾波爾區。